# فيلهلم كيلينج
فيلهلم كيلينج (بالألمانية: Wilhelm Killing)‏ (و. 1847 – 1923 م) هو رياضياتي، وأستاذ جامعي من بروسيا، والإمبراطورية الألمانية، وجمهورية فايمار، ولد في بورباخ، كان عضوًا في الأكاديمية الألمانية للعلوم ليوبولدينا، توفي في مونستر، عن عمر يناهز 76 عاماً.

## التعليم
تعلم في جامعة مونستر.

## جوائز
حصل على جوائز منها:
- جائزة لوباتشيفسكي [الإنجليزية]‏ (1900).[3]